# FBC Lerum
FBC Lerum är en innebandyklubb från Lerum utanför Göteborg. Klubben bildades 2008 genom en sammanslagning av klubbarna 0302 Gråbo/Lerum IBK|0302 IB, som i sin tur var en sammanslagning av (Lerums IBF 1984) och IBK Pantern (Stamsjöns IF 1986). 
FBC Lerum är en av Sveriges största innebandyklubbar med 951 medlemmar (15 maj 2015) varav 572 spelare mellan 7 och 20 år. 
FBC Lerum hade 32 tränande grupper och 45 lag i seriespel säsongen 2014/2015. 
Klubben spelar sina hemmamatcher i Lerums Arena (invigd 2019) och har tidigare spelat sina hemmamatcher i Rydsbergshallen. Publikrekordet där var 426 åskådare och absolut fullsatt, bland annat i en derbymatch mot Floda IBK 4 december 2009 och i en träningsmatch mot USA:s landslag inför innebandy-VM i Göteborg 2014.
Ett arrangemang för klubben är Skenelägret, där klubbens alla barn- och ungdomslag inleder säsongen genom ett träningsläger där även seniorlagen spelarträningsmatcher.